# Vương Dữ Ba
Vương Dữ Ba (hay Vương Dư Ba, tiếng Trung giản thể: 王予波, bính âm Hán ngữ: Wáng Yǔ Bō), sinh tháng 1 năm 1963, một người Hán, chính trị gia nước Cộng hòa Nhân dân Trung Hoa. Ông là Ủy viên Ủy ban Trung ương Đảng Cộng sản Trung Quốc khóa XX, hiện là Phó Bí thư Tỉnh ủy, Bí thư Đảng tổ, Tỉnh trưởng Chính phủ Nhân dân tỉnh Vân Nam. Ông nguyên là Phó Bí thư chuyên chức Tỉnh ủy, Hiệu trưởng Trường Đảng Tỉnh ủy tỉnh Vân Nam; Thường vụ Tỉnh ủy, Phó Tỉnh trưởng thường trực Chính phủ Nhân dân, Viện trưởng Học viện Hành chính tỉnh Thanh Hải; Thư ký trưởng Tỉnh ủy tỉnh Thanh Hải; Phó Bí thư Thành ủy, Thị trưởng Chính phủ Nhân dân thành phố Tây Ninh.
Vương Dữ Ba là Đảng viên Đảng Cộng sản Trung Quốc, học vị Cử nhân Trung văn, Nghiên cứu sinh, Phó Nghiên cứu viên Kinh tế và Quản lý. Ông có sự nghiệp công tác gần 40 năm ở Thanh Hải, trước khi được điều chuyển tới địa phương khác.

## Xuất thân và giáo dục
Vương Dữ Ba sinh tháng 1 năm 1963 tại huyện Trấn Bình, địa cấp thị Nam Dương, tỉnh Hà Nam, Cộng hòa Nhân dân Trung Hoa. Ông lớn lên và theo học phổ thông tại quê nhà.
Tháng 9 năm 1980, ông bắt đầu theo học chuyên ngành Ngôn ngữ văn học Trung Quốc ở Khoa Trung văn, Đại học Sư phạm Thanh Hải (青海师范大学), thành phố Tây Ninh, tỉnh Thanh Hải. Trong quá trình học đại học, ông được kết nạp Đảng Cộng sản Trung Quốc vào tháng 6 năm 1984 và tốt nghiệp Cử nhân Trung văn một tháng sau đó.
Tháng 9 năm 1999, ông theo học các khóa học sau đại học về kinh tế và quản lý tại Trường Đảng Trung ương Đảng Cộng sản Trung Quốc, hoàn thành vào tháng 7 năm 2002, nhận học vị Phó Nghiên cứu viên Kinh tế và Quản lý. Giai đoạn tháng 3 đến tháng 7 năm 2011, ông tham gia lớp cán bộ trung niên và thanh niên tại Trường Đảng Trung ương.

## Sự nghiệp

### Thời kỳ đầu
Vương Dữ Ba bắt đầu sự nghiệp từ khi còn là thanh thiếu niên. Trong gần một năm từ tháng 11 năm 1979 đến tháng 9 năm 1980, ông được phân công làm giáo viên trung học tại Trung học Đại Vũ (大武中学) tại Châu tự trị dân tộc Tạng Golog, tỉnh Thanh Hải, cách quê nhà ở 1.500 km. Đây là giai đoạn chuyển giao giữa hai thời kỳ Mao Trạch Đông và Đặng Tiểu Bình, thanh thiếu niên được điều chuyển đi khắp nơi trong cả nước để hoạt động phong trào, ông là giáo viên khi mới 16 tuổi và bắt đầu sự nghiệp gắn bó thời gian dài với tỉnh Thanh Hải.
Tháng 7 năm 1984, sau khi tốt nghiệp đại học, Vương Dữ Ba được tuyển dụng vào làm việc ở huyện Baima, châu tự trị Golog, giữ vị trí Bí thư Đoàn thanh niên hương Duogongma (hương Đa Cống Ma – 多贡麻乡). Tháng 11 năm 1985, ông được điều chuyển tới châu lỵ của châu Golog, trở thành giảng viên của Trưởng Đảng Châu ủy Golog, Phó Khoa trưởng Khoa Giáo dục của trường. Đến tháng 2 năm 1989, ông được điều về công tác ở Sảnh Văn phòng Chỉnh phủ Nhân dân tỉnh Thanh Hải, làm công vụ viên ở Xứ thứ tư, Phó Chủ nhiệm rồi Chủ nhiệm khoa viên trong giai đoạn 1989 – 1992. Ông được bổ nhiệm làm Thư ký cấp Phó Xứ thứ tư thuộc Sảnh Văn phòng Chính phủ tỉnh rồi Phó Xứ chuyên trách của Xứ thứ tư vào những năm 1993, 1994. Tháng 9 năm 1995, ông được thăng cấp thành Xứ trưởng Xứ thứ hai phụ trách vấn đề xã hội của Sảnh Văn phòng tỉnh.

### Lãnh đạo Thanh Hải
Tháng 1 năm 2001, Vương Dữ Ba được phổ nhiệm làm Phó Chủ nhiệm Ủy ban Khoa học kỹ thuật của Chính phủ Nhân dân tỉnh Thanh Hải, cấp phó sảnh – phó địa. Đến tháng 4, Ủy ban được chuyển thể thành Sảnh Khoa học kỹ thuật, ông cũng được chuyển sang làm Phó Sảnh trưởng. Tháng 6 năm 2003, ông được bổ nhiệm làm Phó Thư ký trưởng Chính phủ Nhân dân tỉnh Thanh Hải, được kiêm nhiệm thêm vị trí Chủ nhiệm Sảnh Văn phòng Chính phủ tỉnh, Phó Bí thư Đảng bộ Sảnh vào tháng 1 năm 2007, cấp chính sảnh – chính địa. Tháng 2 năm 2008, ông trở thành Bí thư Đảng tổ Sảnh, Sảnh trưởng Sảnh Giáo dục, Chính phủ tỉnh Thanh Hải, kiêm nhiệm Bí thư Ban công tác giáo dục của Tỉnh ủy Thanh Hải.
Tháng 2 năm 2012, Vương Dữ Ba được Bộ Tổ chức Trung ương cơ cấu, được điều chuyển tới thành phố tỉnh lỵ Tây Ninh, Thanh Hải, vào Ban thường vụ Thành ủy, làm Phó Bí thư Thành ủy, Bí thư Đảng tổ Chính phủ thành phố. Sau đó, ông được bầu làm Thị trưởng Chính phủ Nhân dân thành phố Tây Ninh, kiêm Phó Chủ nhiệm thứ nhất Ủy ban Quản lý Khu Phát triển Kinh tế và Công nghệ Tây Ninh (cấp Quốc gia: 西宁(国家级)经济技术开发区管委会), đảm nhiệm lãnh đạo hành chính. Sau đó một năm, tháng 12 năm 2013, ông là Chủ nhiệm Quản lý Khu Phát triển Tây Ninh. Giai đoạn này, Bí thư Thành ủy Mao Tiểu Binh vi phạm nghiêm trọng về tham nhũng, bị khởi tố, truy tố và chịu án chung thân; Vương Dữ Ba tạm thời phụ trách toàn diện thành phố Tây Ninh trong lúc điều tra vụ án, đảm bảo thành phố tiếp tục ổn định. Tháng 4 năm 2015, ông trở thành Thường vụ Tỉnh ủy tỉnh Thanh Hải, một trong 11 người lãnh đạo cao nhất của tỉnh, cấp hàm thăng thành phó tỉnh – phó bộ. Một tháng sau, ông được phân công chức vụ Thư ký trưởng Tỉnh ủy Thanh Hải. Tháng 3 năm 2017, Tổng lý Quốc vụ viện Lý Khắc Cường quyết định bổ nhiệm ông làm Phó Tỉnh trưởng Chính phủ Nhân dân tỉnh Thanh Hải, Ủy viên Đảng tổ Chính phủ tỉnh; kiêm nhiệm Viện trưởng Học viện Hành chính Thanh Hải; Hội trưởng Hội Chữ thập đỏ vùng sông Hoàng Hà phần Thanh Hải.
Tỉnh Thanh Hải là tỉnh rộng lớn nhất Trung Quốc với diện tích 720.000 km², độ cao cao nhất cả nước với mức trung bình trên 3.000 m, mật độ dân số nhỏ nhất Trung Quốc. Vương Dữ Ba có thời gian dài trong cuộc đời và sự nghiệp ở Thanh Hải, từ lúc 16 tuổi đi dạy học, theo học đại học bốn năm rồi công tác từ vùng địa phương cho đến khi trở thành công vụ viên cấp cao của tỉnh, lần lượt là giảng viên, thư ký, cán bộ giáo dục rồi lãnh đạo hành chính, kinh tế, cả công tác Đảng lẫn chính quyền, trong 40 năm (1979 – 2019).
Trong sự nghiệp ở Thanh Hải, Vương Dữ Ba bám sát theo ba nguyên tắc, gồm: đảm bảo kinh tế và xã hội duy trì phát triển xóa đói giảm nghèo; đảm bảo giải quyết vấn đề môi trường vùng đất cao nguyên rộng lớn; đảm bảo phát triển công nghệ số. Ông tỏ ra rất coi trọng việc định hướng mối quan tâm của người dân đối với Internet, quan tâm tới đời sống thường nhật ở địa phương, và cũng là tác giả cho lời bài hát Qinghai Dream (tiếng Trung: 青海梦; tiếng Việt: mộng Thanh Hải), bài hát của Cuộc đua xe đạp quốc tế ở hồ Thanh Hải năm 2012 được phát hành rộng rãi.

### Vân Nam
Tháng 5 năm 2019, Trung ương xem xét và quyết định điều chuyển Vương Dữ Ba tới tỉnh Vân Nam, vùng tam giác Trung Quốc, Việt Nam, Myanmar, vào Ban thường vụ Tỉnh ủy, giữ chức Phó Bí thư Tỉnh ủy. Đến tháng 6, ông trở thành Phó Bí thư chuyên chức Tỉnh ủy Vân Nam kiêm nhiệm Hiệu trưởng Trường Đảng Tỉnh ủy Vân Nam. Tháng 11 năm 2020, Trung ương họp bàn về lãnh đạo địa phương, quyết định cơ cấu thăng cấp của Vương Dữ Ba làm lãnh đạo hành chính toàn tỉnh, bổ nhiệm làm Bí thư Đảng tổ Chính phủ Vân Nam. Ngày 25 tháng 11, tại Hội nghị Ủy ban Thường vụ Nhân Đại tỉnh Vân Nam, ông được bầu làm Quyền Tỉnh trưởng Vân Nam, kế nhiệm Nguyễn Thành Phát, phối hợp công tác cùng Bí thư Vân Nam Nguyễn Thành Phát. Trong giai đoạn cuối năm 2020, có sáu tỉnh bao gồm Cát Lâm, Hải Nam, Hồ Nam, Quý Châu, Tứ Xuyên, Vân Nam được Trung ương điều chuyển phân bố các Tỉnh trưởng, kế nhiệm các lãnh đạo nghỉ hưu. Cuối năm 2022, ông tham gia Đại hội Đảng Cộng sản Trung Quốc lần thứ XX từ đoàn đại biểu Vân Nam. Tại đại hội, ông được bầu là Ủy viên Ủy ban Trung ương Đảng Cộng sản Trung Quốc khóa XX.